# Église Saint-Sulpice de Rou
Pour les articles homonymes, voir Église Saint-Sulpice.
L'église Saint-Sulpice est une église située à Rou-Marson, en France.

## Localisation
L'église est située dans le département français de Maine-et-Loire, sur la commune de Rou-Marson.

## Historique
L'édifice est inscrit au titre des monuments historiques en 1968.